# Póknő
A Pók, valódi nevén Jessica Drew egy kitalált szereplő, szuperhős a Marvel Comics képregényeiben.  A kitalált szereplőt Archie Goodwin, Sal Buscema és Jim Mooney alkotta meg. Első megjelenése a Marvel Spotlight 32. számában volt, 1977 februárjában. Jessica Drew volt ez első női képregényszereplő a Marvel-nél aki felvette a Pók fedőnevet.